# Musajján

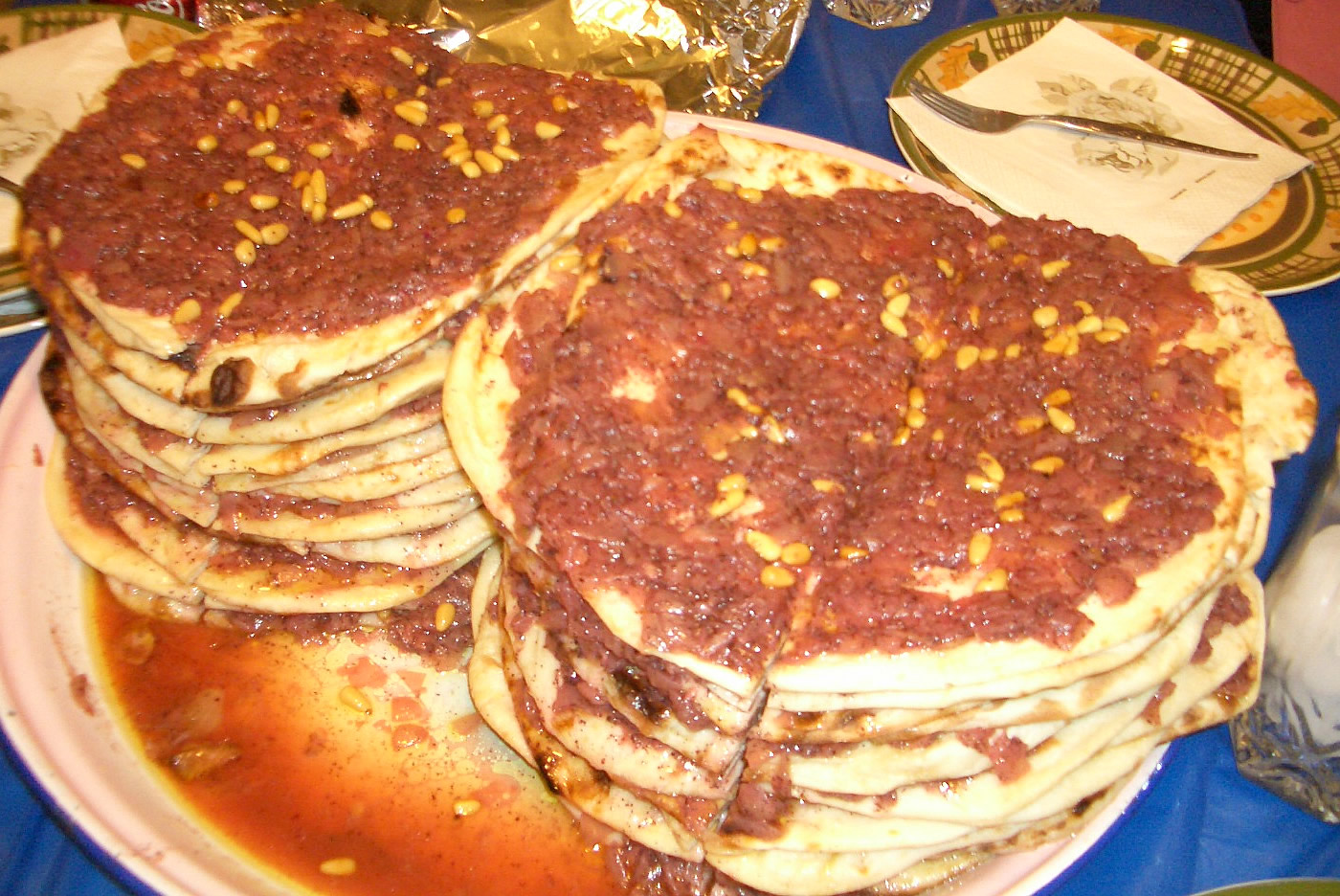
Musakhan.

El musajján (en árabe, مسخّن) es uno de los platos más tradicionales, típicos y más populares de la cocina palestina, donde se le considera el "platillo nacional". No obstante se puede encontrar en casi todos los países de oriente medio en diferentes variantes.
Contiene básicamente tres ingredientes: carne de pollo (o gallina), una especia denominada zumaque (a veces sumac), y un pan plano denominado taboun. El plato es considerado un símbolo popular de autosuficiencia en el ámbito rural de Palestina debido en parte a que estos tres ingredientes existen en cualquier humilde aldea. En árabe la palabra musakhkhan significa "algo caliente" indicando de esta forma como es la forma correcta de servir este plato.
Este plato no se debe confundir con la musaca griega, con la cual no guarda ninguna relación ni parecido.

## Características
El musakhkhan se prepara con pechugas de pollo fritas con cebollas en aceite de oliva hasta que están doradas. Tras esta operación se cuecen los trozos en agua con diferentes especias hasta que se vuelven tiernos, tras ello se fríe en una sartén con zumaque y finalmente se sirve con pan taboun (a veces también con shrak). Un acompañamiento ideal es yogur. Se come con la mano ayudándose con el pan.